# Mályinka
Mályinka là một thị trấn thuộc hạt Borsod-Abaúj-Zemplén, Hungary. Thị trấn này có diện tích 24,21 km², dân số năm 2010 là 490 người, mật độ 20 người/km².